# 西庄村 (岐阜県)
西庄村（にしのしょうむら）は、かつて岐阜県稲葉郡にあった村である。
現在の岐阜市西荘、及び市橋、江添、須賀、下奈良などの一部に該当する。
当村発足時は厚見郡の村であったが、郡の合併で稲葉郡の村となった。

## 歴史
- 江戸時代末期、この地域は美濃国厚見郡に属し、加納藩領であった。
- 1889年（明治22年）7月1日 - 町村制により西庄村が発足。
- 1897年（明治30年）4月1日[2] - 厚見郡、各務郡、方県郡の一部が合併して稲葉郡となる。当村は稲葉郡の村となる。
- 1897年（明治30年）4月1日 - 今嶺村、下奈良村、爪村、藪田村と合併し、市橋村が発足。同日西庄村は廃止。